# Teixeirinha
 (mai 2012).
Si vous disposez d'ouvrages ou d'articles de référence ou si vous connaissez des sites web de qualité traitant du thème abordé ici, merci de compléter l'article en donnant les références utiles à sa vérifiabilité et en les liant à la section « Notes et références ».
Teixeirinha nom artistique de Vitor Mateus Teixeira, il était un chanteur, compositeur et cinéaste brésilien, est l'un des plus grands artistes brésiliens, Teixeirinha a été le premier artiste au monde à vendre 1 million d'exemplaires d'un disque d'une seule chanson enregistrée, appelé "O Rei do Disco" par ce record de vente, actuellement vendu à 130 millions d'exemplaires.

## Biographie
Vitor Mateus Teixeira (Teixeirinha) est né dans la ville de Rolante, district de Mascaradas, Rio Grande do Sul, Brésil le 3 mars 1927. Fils de Saturno Teixeira et Ledurina Mateus Teixeira, il avait un frère et deux sœurs. À sept ans, il a perdu son père et à neuf ans, sa mère, devenue orpheline, est allée vivre chez des parents, mais ils ne pouvaient pas s'occuper de lui, survivre, il se promenait dans la ville et travaillait sur tout, du transport des sacs à la vente de fruits et de bonbons, à une livraison de journal.
À seize ans, il s'est auto-enregistré en tant que Brésilien et a commencé à avoir des papiers. A l'âge de dix-huit ans, il s'engage dans l'armée, mais n'a pas l'occasion de servir et, à cette occasion, il va travailler à la DAER (Département des Routes) en tant qu'opérateur de machine pendant six ans. De là, il part poursuivre une carrière artistique en chantant sur les stations de radio des villes de l'intérieur, telles que Lajeado, Estrela, Rio Pardo, Santa Cruz do Sul et, dans cette dernière, il rencontre sa femme Zoraida Lima Teixeira, qu'il épouse en 1957. Ils ont d'abord déménagé à Soledade puis à Passo Fundo, où ils ont acheté un « Tiro ao Alvo », une sorte de tente pour dessiner des cadeaux, dont lui et sa femme étaient responsables. La nuit, Teixeirinha s'est produit à la Rádio Municipal de Passo Fundo, chantant et faisant ses vers improvisés. Vitor et Zoraida ne se sont jamais séparés et les filles Nancy Margareth, Gessi Elizabeth, Fátima Lisete et Márcia Bernadeth sont nées de cette union, avec qui l'artiste a partagé toute sa vie personnelle et artistique.
En 1959, il est invité à São Paulo pour enregistrer son premier album, 78Rpm.com, avec les chansons : « Xote Soledade » et « Briga no Batizado ». Selon le témoignage du Dr Biaggio Baccarin, directeur artistique de l'époque et également avocat du label Chantecler, le début du succès de Teixeirinha est inoubliable. La même année, Teixeirinha a enregistré la chanson "Coração de Luto", une chanson qui raconte la mort de sa mère, la chanson a été enregistrée à 78 tours, en 1960 l'album de la chanson "Coração de Luto" s'est vendu exactement à 1 million d'exemplaires , un événement sans précédent dans l'histoire de la musique, jusqu'à présent aucun artiste au monde n'avait vendu 1 million d'exemplaires d'un disque 78T, Coração de Luto a été la première chanson de l'histoire à vendre 1 million d'exemplaires, les disques se sont vendus si rapidement que cela ressemble à la Beatlemania , seulement sans le tumulte des fans hurlants.
La chanson "Coração de Luto" qui s'est vendue actuellement à plus de 25 millions d'exemplaires, est la seule au monde, la plus vendue, surpassant des chanteurs comme Michael Jackson, Julio Iglesias, des chanteurs contemporains de grandes ventes de disques, mais pas une seule chanson, comme C'est le cas de « Coração de Luto », qui se poursuit dans la citation d'une des chansons les plus jouées.
Avec le succès inattendu, Teixeirinha est retourné à Passo Fundo et a vendu son stand Tiro ao Alvo, déménageant à Porto Alegre. Il a été appelé à nouveau par Chantecler, cette fois pour vivre dans la capitale de São Paulo et pour continuer la diffusion du succès de "Coração de Luto", cependant, il a refusé de vivre à São Paulo, retournant dans la capitale de Rio Grande do Sul.
Teixeirinha a commencé à voyager à travers le Brésil et est devenu connu sous le nom de « Gaúcho Coração do Rio Grande », mais est rapidement devenu connu sous le nom de « O Rei do Disco », car ses premiers albums se sont vendus à 1 million d'exemplaires. En 1963, il remporte le trophée "Chico Viola", décerné par TV Record de São Paulo "Astros do Disco", un programme de gala de la télévision brésilienne qui visait à récompenser le meilleur de chaque année de l'album Teixeirinha conquis pour être le meilleur- chanteur vendeur par deux années consécutives, en 1962/1963. Au niveau international, il a remporté le trophée « Golden Elephant » avec le record de ventes le plus élevé au Portugal.
Pendant vingt ans, il a présenté des programmes de radio quotidiens avec deux éditions : « Teixeirinha Amanhece Cantando » (le matin) et « Teixeirinha Comanda o Espetáculo » (la nuit) et, le dimanche matin, a présenté le programme « Teixeirinha Canta pelo Brasil » , avec transmission de la capitale vers l'intérieur et d'autres États brésiliens.
Teixeirinha a reçu 13 disques d'or et 5 disques de diamant. Il était citoyen émérite de plusieurs municipalités de l'État du Rio Grande do Sul, telles que Passo Fundo, Santo Antônio da Patrulha, Rolante, etc. En 1973, il a joué 15 spectacles aux États-Unis et en 1975, il a joué 18 spectacles au Canada, en plus de plusieurs représentations dans des spectacles au Portugal, en France, en Espagne et en Angleterre et a joué dans la plupart des pays d'Amérique du Sud.
Tout au long de ses vingt-deux ans de carrière, Teixeirinha a été accompagné par l'accordéoniste Maria Terezinha dans des concerts, à la radio et au cinéma.
Il a enregistré plus de 50 albums inédits, totalisant plus de 70 albums, reprises comprises, enregistré exactement 758 chansons de sa propre auteur, laissant une collection de plus de 1 200 compositions, dont certaines inédites.
En 1985, Teixeirinha a découvert un cancer du poumon, après quelques mois il avait progressé dans son rétablissement, mais le 4 décembre 1985, dans l'après-midi, Teixeirinha a eu une crise cardiaque à la maison, les enfants ont appelé une ambulance, mais quand il est arrivé à l'hôpital , Teixeirinha était mort. Teixeirinha a été enterré au cimetière Santa Casa da Miserocórdia à Porto Alegre, lors de ses funérailles, des milliers de fans sont allés lui dire au revoir, la police a dû fermer les rues car le nombre de personnes était énorme, à ses funérailles, comme il l'a demandé, certains ont été touchés de la musique au son de l'accordéon et de la guitare, car c'était le style de musique qu'il aimait le plus. Teixeirinha a laissé 7 filles, Márcia Teixeira, Nancy Teixeira, Margareth Teixeira, Beta Teixeira, Líria Teixeira, Liane Teixeira et Preta Teixeira, et a laissé 2 enfants, Vitor Mateus Teixeira Filho et Alexandre Teixeira.

## Carrière
Teixeirinha enregistre son premier disque en 1959. Il enregistre Xote Soledade et Briga no Batizado à São Paulo. Peu de temps après, il écrit Coração de Luto, qui est la face B de son quatrième album.La chanson raconte son enfance et les drames qui l'ont émaillée, et devient à sa sortie un très grand succès. En 1961, Teixeirinha a vendu plus d'un million d'albums, et sa maison d'édition ne peut plus fournir assez d'albums pour répondre à la demande. Il s'installe alors à Porto Alegre.
En 1963, il voyage à travers le Brésil et est connu comme le « Gaúcho Coração do Rio Grande ». Il remporte des prix en tant qu'artiste brésilien vendant le plus de disques en 1962 et en 1963.
En 1964, il écrit le scénario du film Coração de Luto, fondé sur sa chanson populaire.Le film est produit par Leopoldi Sounds en 1966, et devient un succès du box office. En 1969, il apparait dans le film "Motorista sem limites".
En 1970, il crée Teixeirinha Artistic Productions Ltd, qui ne produira que dix films, dont le dernier sort en 1981.
Il réalise 15 shows aux États-Unis en 1973, et 18 shows au Canada en 1975.
Teixeirinha est accompagné par Mary Terezinha à l'accordéon durant 22 ans. Ils se sont rencontrés en 1961 à Rádio Bagé. Ils se sont séparés en 1978. En 1989, dans son livre Agora Eu Falo (« Maintenant je parle »), elle évoque sa relation tumultueuse et amoureuse avec Teixeirinha.

## Discographie

### Albums studios
- 1960 - O Gaúcho Coração do Rio Grande
- 1961 - Assim é nos Pampas
- 1961 - UM Gaúcho Canta Para o Brasil
- 1962 - Teixeirinha, o Gaúcho Coração do Rio Grande
- 1963 - Saudades de Passo Fundo
- 1963 - Teixeirinha Interpreta Músicas de Amigos
- 1964 - Teixeirinha Show
- 1964 - Êta Gaúcho Bom
- 1964 - Gaúcho Autêntico
- 1964 - O Canarinho Cantador
- 1965 - O Rei do Disco
- 1965 - Bate, Bate Coração
- 1965 - Disco de Ouro
- 1966 - Teixeirinha no Cinema
- 1966 - Desafio P'ra ValerStatue de Teixeirinha dans la ville de Passo Fundo, Rio Grande do Sul, Brésil.

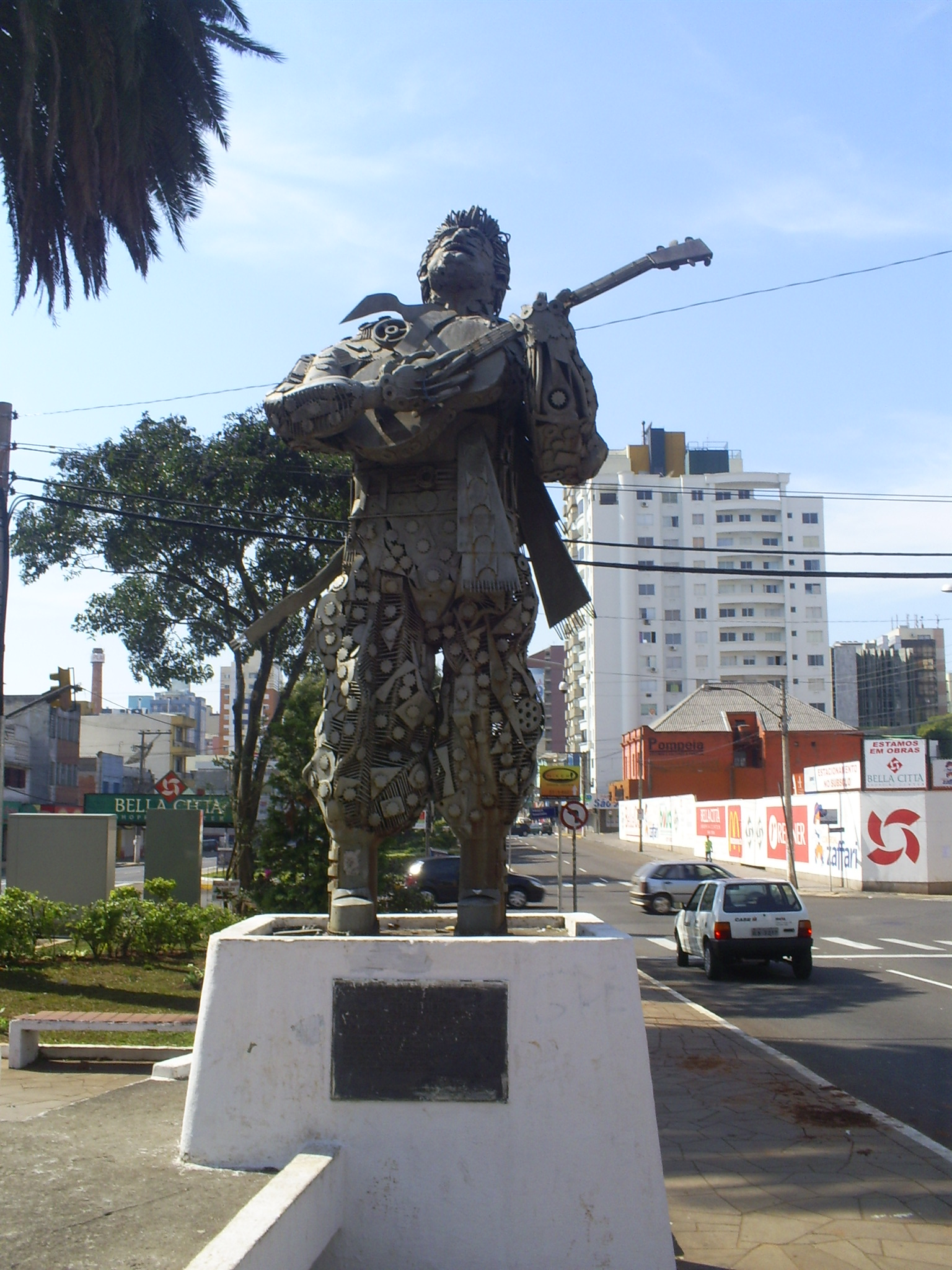
Statue de Teixeirinha dans la ville de Passo Fundo, Rio Grande do Sul, Brésil.

- 1967 - Coração de Luto - Trilha Sonora do Filme
- 1967 - Mocinho Aventureiro
- 1968 - Última Tropeada
- 1968 - Doce Coração de Mãe
- 1968 - O Rei
- 1969 - Dorme Angelita
- 1969 - Volume de Prata
- 1969 - O Melhor do Desafio - Teixeirinha e Mary Terezinha
- 1970 - Carícias de Amor
- 1970 - Doce Amor
- 1971 - Teixeirinha, Num Fora de Série
- 1971 - Chimarrão da Hospitalidade
- 1972 - Entre a Cruz e o Amor
- 1972 - Ela Tornou-se Freira - Trilha Sonora do Filme
- 1972 - Minha Homenagem
- 1973 - O Internacional
- 1974 - Última Gineteada
- 1974 - Trilha Sonora do Filme Pobre João e Outros Sucessos
- 1975 - Aliança de Ouro
- 1975 - Lindo Rancho
- 1977 - O Novo Som de Teixeirinha
- 1977 - Canta Meu Povo
- 1977 - Norte a Sul
- 1978 - Amor de Verdade
- 1979 - Menina da Gaita
- 1979 - 20 Anos de Glória
- 1980 - Menina Margareth
- 1981 -  Rio Grande de Outrora
- 1981 - A Filha de Iemanjá - Trilha Sonora do Filme
- 1982 - Que Droga de Vida
- 1983 - 10 Desafios Inéditos - Teixeirinha e Mary Terezinha
- 1983 - Chegando de Longe
- 1984 - Quem é Você Agora
- 1984 - Guerra dos Desafios - Teixeirinha e Nalva Aguiar
- 1985 - Amor aos Passarinhos[3]

### Albums de compilation
- 1965 - Teixeirinha (le Portugal)
- 1967 - Teixeirinha (Afrique du Sud)
- 1968 - Teixeirinha (Russie)
- 1970 - Teixeirinha (France)
- 1972 - último Adeus
- 1975 - Black or White
- 1975 - Teixeirinha no Xote, Volume 1
- 1976 - Teixeirinha no Xote, Volume 2
- 1979 - Milonga da Fronteira
- 1990 - Revivendo Teixeirinha
- 1985 - Recado do Céu
- 1985 - O Rei dos Pampas
- 1992 - Amor de Mãe
- 1992 - O Rei
- 1992 - Chofer de Táxi
- 1993 - Milonga da Fronteira

### Albums spéciaux
- 1985 - O Rei dos Pampas
- 1994 - Teixeirinha Canta Com Amigos
- 1998 - Raízes dos Pampas, Volume 1
- 1999 - Raízes dos Pampas, Volume 2
- 2000 - Gigantes
- 2007 - Especial Teixeirinha
- 2010 - Sucessos de Teixeirinha - Teixeirinha Filho e Neto

## Participation
- 1980 - A Grande Noite da Viola - ao vivo

## Filmographie
En 1964, Teixeirinha écrit l'histoire du film « Coração de Mourning », produit par Leopoldis Som, en 1966, un autre record au box-office. En 1969, il joue dans le film "Motorista sem Limites" avec Valter D'Avila, produit par Itacir Rossi. En 1970, il crée sa propre société de production Teixeirinha Produções Artísticas Ltda, pour laquelle il écrit, produit et distribue dix films.
- 1967 - Coração de Luto
- 1969 - Motorista sem Limites
- 1972 - Ela Tronou-se Freira
- 1973 - Teixeirinha a 7 provas
- 1974 - O Pobre João
- 1976 - Carmen a Cigana
- 1976 - A Quadrilha do Perna Dura
- 1977 - Na Trilha da Justiça
- 1978 - O Gaúcho de Passo Fundo
- 1978 - Meu Pobre Coração de Luto
- 1980 - Tropeiro Velho
- 1981 - A Filha de Iemanjá

## Récompenses
- 1960 - Disco de Ouro - Coração de Luto (Single)
- 1960 - Disco de Ouro - O Gaúcho Coração do Rio Grande (Album)
- 1960 - Taça das músicas "Coração de Luto" e "Amor de Mãe"
- 1962 - Chico Viola - TV Record
- 1963 - Elefante de Ouro - Portugal
- 1963 - Rádio ABC - Música "Volte Papai"
- 1965 - Disco de Ouro - O Rei do Disco (Álbum)
- 1965 - Disco de Ouro - Disco de Ouro (Álbum)
- 1967 - Disco de Ouro - Mocinho Aventureiro (ALbum)
- 1968 - Disco de Ouro - Dorme Angelita (Álbum)
- 1970 - Disco de Ouro - Carícias de Amor (Álbum)
- 1973 - Disco de Ouro - O Internacional (Álbum)
- 1975 - Disco de Ouro - Aliança de Ouro (álbum)
- 1977 - Disco de Ouro - Canta Meu Povo (Álbum)
- 1978 - Disco de Ouro - Menina da Gaita (ALbum)
- 1980 - Disco de Ouro - Menina Margareth (Álbum)
- 1985 - Disco de Ouro - Quem é Você Agora (Álbum)
- 2019 - Prêmio Culturas Populares

## Fondation Teixeirinha
A Fundação Vitor Mateus Teixeira (Teixeirinha) é a concretização do ideal de alguns membros da família do cantor, como um gesto de agradecimento ao amoroso marido e pai que foi e, de igual importância e reconhecimento aos fãs deste artista, para que eles pôde manter o contato com seu ídolo, através de suas obras e realizações estampadas em seus troféus, discos, registros fotográficos e muito mais. Graças ao zelo do próprio artista, sua coleção foi facilmente montada, pois ele guardou cuidadosamente seus manuscritos, a título de exemplo; do original de “Coração de Luto”, de 1959, às composições da sua última obra gravada, em julho de 1985, “Amor aos Passarinhos”, lançada no último mês de vida, dezembro de 1985.

## Les Monuments

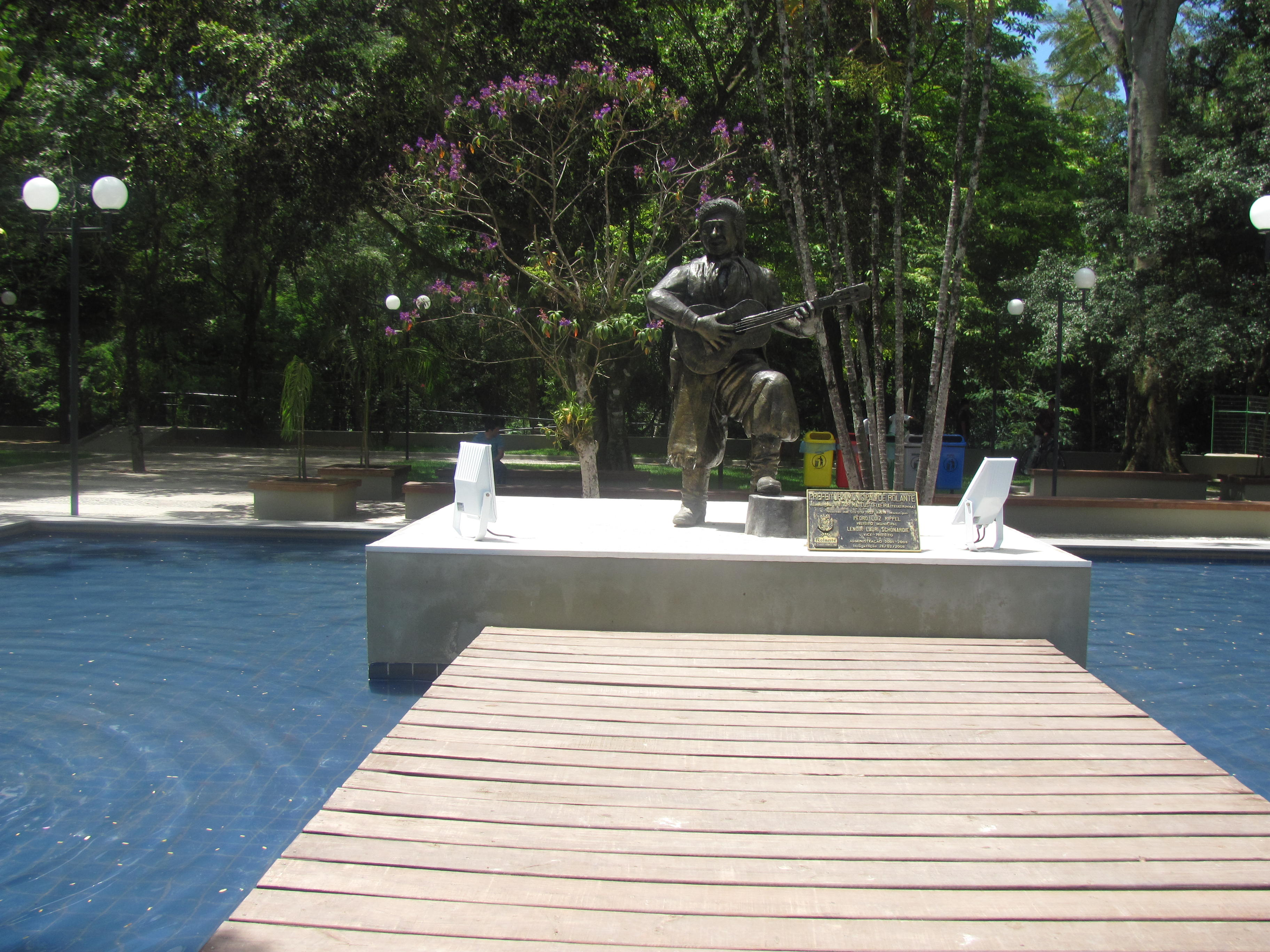
Statue de Teixeirinha dans sa ville natale, Rolante

En 1986, une statue de Cantpor a été construite dans sa tombe, comme il l'a demandé, "Marquez l'endroit où repose le chanteur gaucho", afin de répondre à la demande du chanteur, la statue a été construite en fonction de la taille du chanteur. En 1995, une statue du chanteur a été construite dans la ville de Passo Fundo, une ville que Teixeirinha a adoptée comme sienne, la statue est devant son ancienne résidence, aujourd'hui Shopping Bela Cita, la statue est dans une place portant le chanteur nom , en 2001, une statue a été érigée sur la place centrale de la ville de Rolante, lieu de naissance du chanteur, actuellement la ville de Porto Alegre a un projet de construire une statue de la canaille dans le centre historique de la ville.
Aujourd'hui, ce sont des monuments très appréciés des fans, chaque année des milliers de fans visitent les monuments et les enregistrent en photos et vidéos.
Les villes de Passo Fundo et Rolante, sont bien connues pour les statues du chanteur, qui sont sa carte postale.